# Kévin Réza
Kévin Réza (Versalles, 18 de maig de 1988) és un ciclista francès, professional des del 2011 fins al 2021.

## Resultats
- 2008
  - Vencedor d'una etapa a la Volta a la Comunitat de Madrid sub-23
- 2009
  - Vencedor de 3 etapes al Tour de Martinica

### Tour de França
- 2013. 134è de la Classificació general
- 2014. 73è de la classificació general
- 2020. 137è de la classificació general

### Giro d'Itàlia
- 2015. 103è de la classificació general

### Volta a Espanya
- 2015. 113è de la classificació general
- 2016. Abandona (10a etapa)

## Palmarès en pista
- 2015
  -  Campió de França en Scratch